# Clara Jacobo
Clara Jacobo (Roccamonfina, 1898 – Napoli, 23 giugno 1966) è stata una cantante italiana.

## Biografia
Nata nel 1898, la Jacobo ha iniziato la sua carriera operistica nel 1923 in vari palcoscenici italiani provinciali. Dopo aver maturato la propria voce si trasferì negli Stati Uniti, dove si esibì presso la Metropolitan Opera di New York. In questo stimolante contesto musicale fu attiva nelle stagioni del 1928-29, 1930–31, 1933–34 e 1936-37 nella categoria vocale drammatica.
Nel 1932 e nel 1933 la Jacobo fu Aida (Un ballo in maschera, Verdi) e Lucrezia Borgia (opera omonima, Donizetti) all'Opera di Monte Carlo. Compiuti i trent'anni, divenne la prima donna dell'opera italiana nei Paesi Bassi, nazione dove riscosse un caloroso successo, ricoprendo i ruoli di Leonora ne La forza del destino e di Tosca ne Il trovatore, oltre che di Santuzza ne la Cavalleria rusticana.
Il suo successo canoro era già avviato, sicché la Jacobo prestò servizio anche alla Scala, ricoprendo i ruoli di Lady Macbeth nel Macbeth di Verdi, oltre che di Abigail nel Nabucco presso l'Arena di Verona: importanti anche le presenze al Maggio Musicale Fiorentino nel 1940 (Turandot), alla Staatsoper viennese nel 1941 e all'Opera di Breslavia come ospite. Dopo il suo tramonto professionale si ritirò infine in un monastero italiano, per poi morire a Napoli nel 1966.